# Seddon, Victoria
Seddon är en stadsdel Melbourne i Australien. Den ligger i kommunen Maribyrnong och delstaten Victoria, cirka 6 kilometer från centrala Melbourne. Antalet invånare var 5 123 vid folkräkningen 2016.